# Baniwa yavitensis
Baniwa là một chi bướm đêm thuộc họ Sphingidae, chỉ có một loài, Baniwa yavitensis, được tìm thấy ở Venezuela và Para ở Brasil.
Nó giống loài Perigonia nhưng kiểu cánh trên có thể phân biệt được.
Có khả năng có nhiều lứa một năm. Con trưởng thành bay vào tháng 7 ở Brazil.